# آخرین عشق (فیلم ۱۹۴۷)
آخرین عشق (ایتالیایی: Ultimo amore) فیلم ملودرام ایتالیایی محصول سال ۱۹۴۷ به کارگردانی لوئیجی کیارینی و بازیگران کلارا کالامی، آندره‌آ ککی و کارلو نینچی است. در طول جنگ جهانی دوم ایتالیا که نزدیک به شکست بود به‌طور فزاینده‌ای توسط نیروهای آلمانی اشغال شد. سه سرباز ایتالیایی هنگام درگیر شدن با یک خواننده زن مرموز!، از مرخصی لذت می‌برند.

## بازیگران
- کلارا کالامی
- آندره‌آ ککی
- کارلو نینچی
- دانته ماجو
- آرولدو تیری
- ویرا سیلنتی
- جاکومو روندینلا
- پینا پیووانی
- اوگتو برتوچی
- گوئیدو سالوینی